# Faur L18H
Die insgesamt zehn Diesellokomotiven der Baureihe L18H des rumänischen Fahrzeug- und Maschinenherstellers FAUR wurden zwischen 1983 und 1990 für verschiedene schmalspurige Wald- und Industriebahnen in Osteuropa gebaut.

## Konstruktive Merkmale
Es handelt sich um eine dreiachsige, stangengekuppelte Maschine mit einseitigem Motorvorbau und Endführerstand sowie Antrieb in Z-Anordnung. Als Antrieb dient ein direkt angeflanschter Drehmomentwandler mit Lastschaltgetriebe und Achsgetriebe auf dem ersten Radsatz.

## Geschichte
Tschechien
Die Industriebahn in Mladějov beschaffte zwei Maschinen in der Spurweite 600 mm. Die beiden Maschinen L18H-002 und L18H-004 sind im dortigen Museum erhalten, eine davon betriebsfähig.
Rumänien
Für die rumänischen Waldbahnen wurden zwei Maschinen in der Spurweite 760 mm beschafft, die von den Căile Ferate Forestiere bei der Wassertalbahn in Vișeu de Sus eingesetzt wurden. Die beiden Maschinen L18H-001 und L18H-003 sind bei der Wassertalbahn vorhanden.
Deutschland
Für die meterspurige Schlackebahn der August-Bebel-Hütte des VEB Mansfeld Kombinat Wilhelm Pieck in Helbra zeichnete sich Anfang der 1980er Jahre der Bedarf nach neuen Diesellokomotiven ab. Die bisher eingesetzten Maschinen des Typs V10C wurden nicht mehr gebaut. Alternativ wurden 1984 bei FAUR zwei Lokomotiven beschafft, denen 1986 und 1990 jeweils zwei weitere folgten.
Mit der deutschen Wiedervereinigung wurde die Schließung der August-Bebel-Hütte im Mansfeld Kombinat Wilhelm Pieck vorgezogen und erfolgte so bereits 1990. Alle sechs Lokomotiven wurden 1992 veräußert. Die Maschinen L18H-009 und L18H-010 des Baujahres 1990 gingen an die Inselbahn Wangerooge wo sie als 399 105 und 399 106 eingesetzt werden, die beiden Maschinen L18H-007 und L18H-008 des Baujahres 1986 kamen zur Museumsbahn Alb-Bähnle nach Amstetten und die beiden Maschinen L18H-005 und L18H-006 des Baujahres 1984 kamen zur Brohltalbahn.
Frankreich / Belgien
Die beiden Maschinen der Brohltalbahn wurden nach Frankreich an den p'tit Train de Saint-Trojan weiterveräußert, zuvor wurde sie in Rumänien auf 600 mm umgespurt und neu motorisiert. Beide Maschinen erwiesen sich jedoch als zu schwer für die Strecke und wurden weitergereicht: Die Lokomotive L18H-006 befindet sich heute als Locotracteur „T 46“ bei der Chemin de fer Froissy-Dompierre, ihre Schwestermaschine L18H-005 ist bei der Dampfeisenbahn von Pairi Daiza in Belgien.

## Galerie

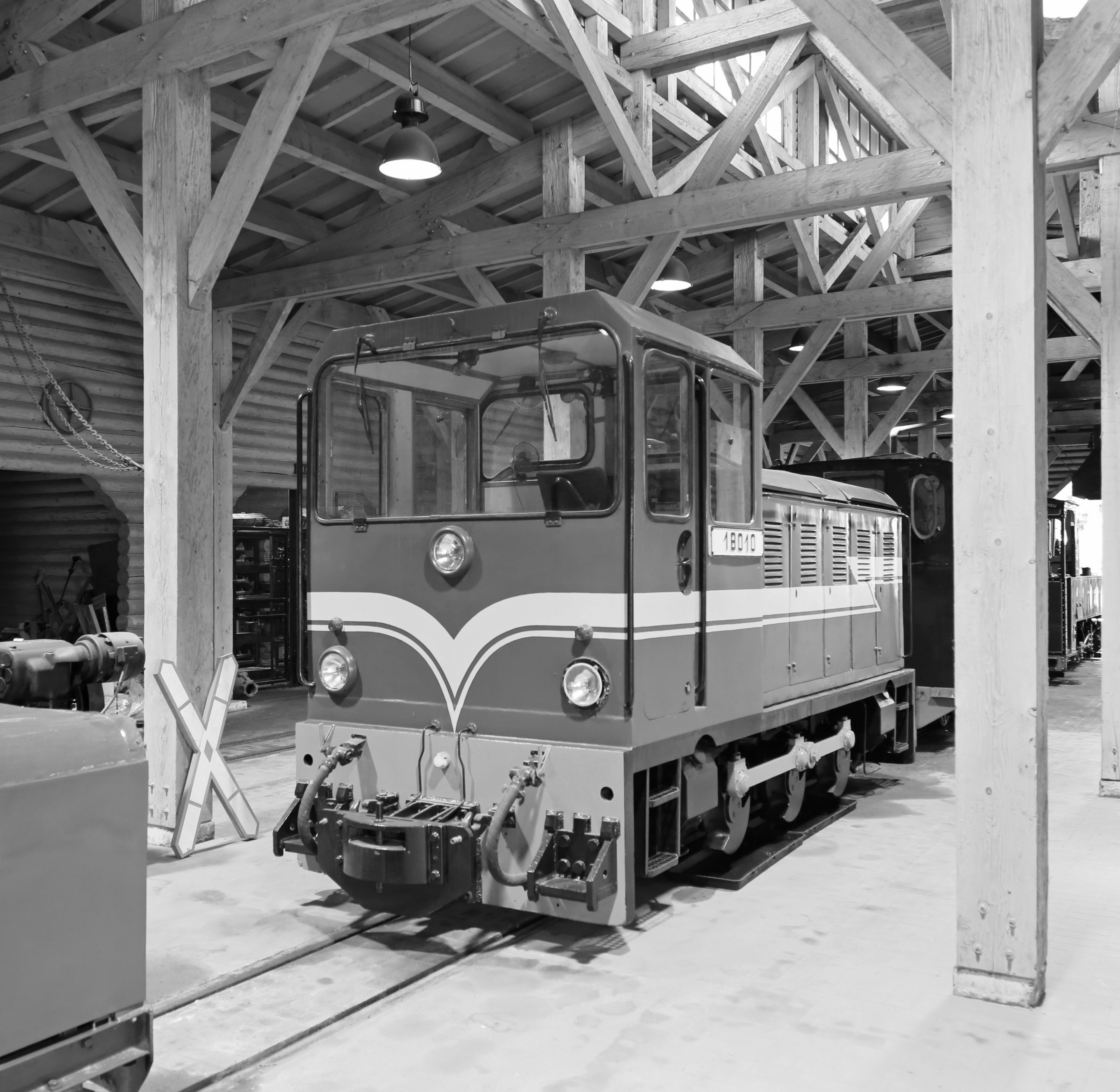
L18H-005 bei der Dampfeisenbahn von Pairi Daiza
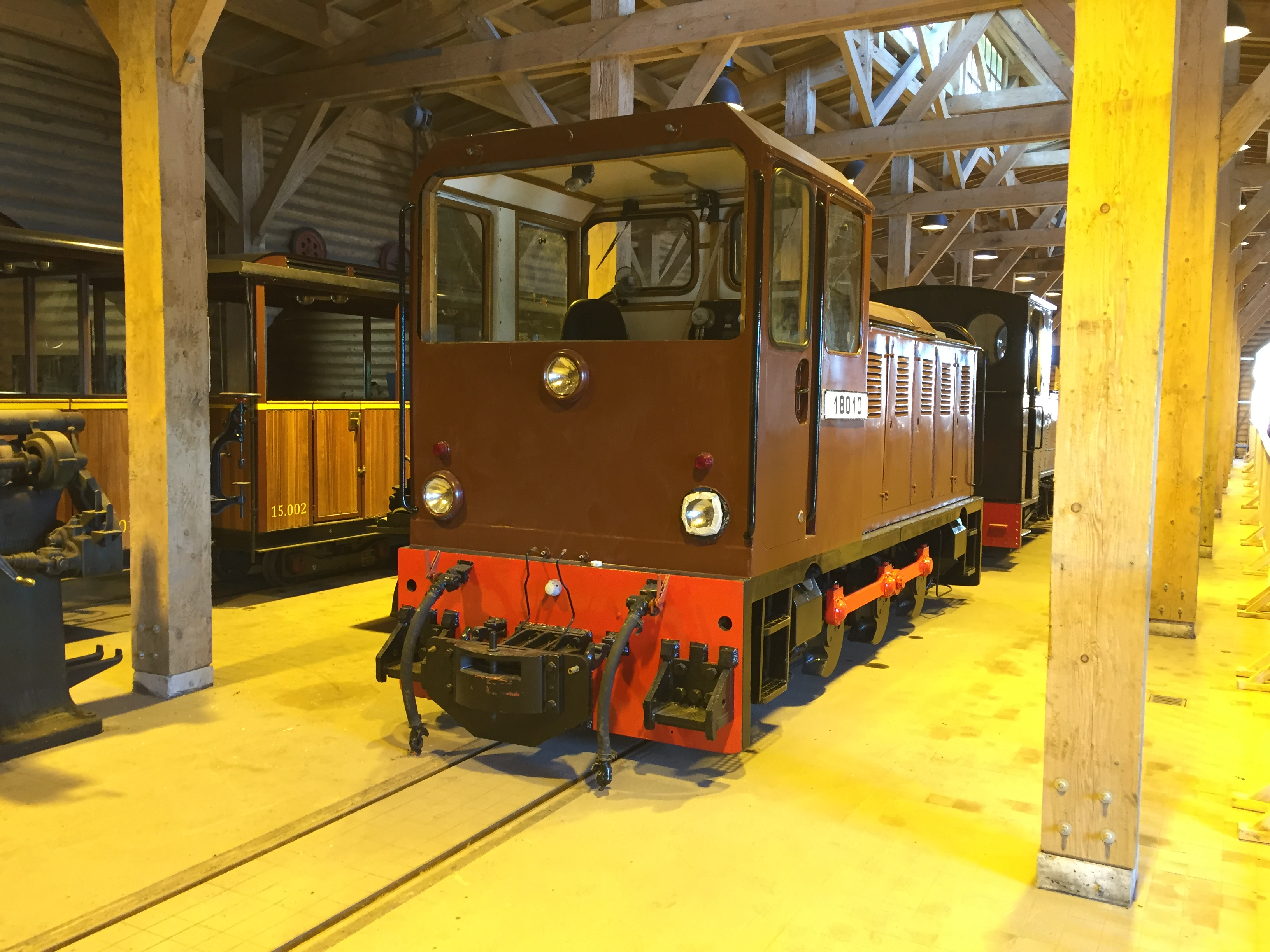
L18H-005 bei der Dampfeisenbahn von Pairi Daiza
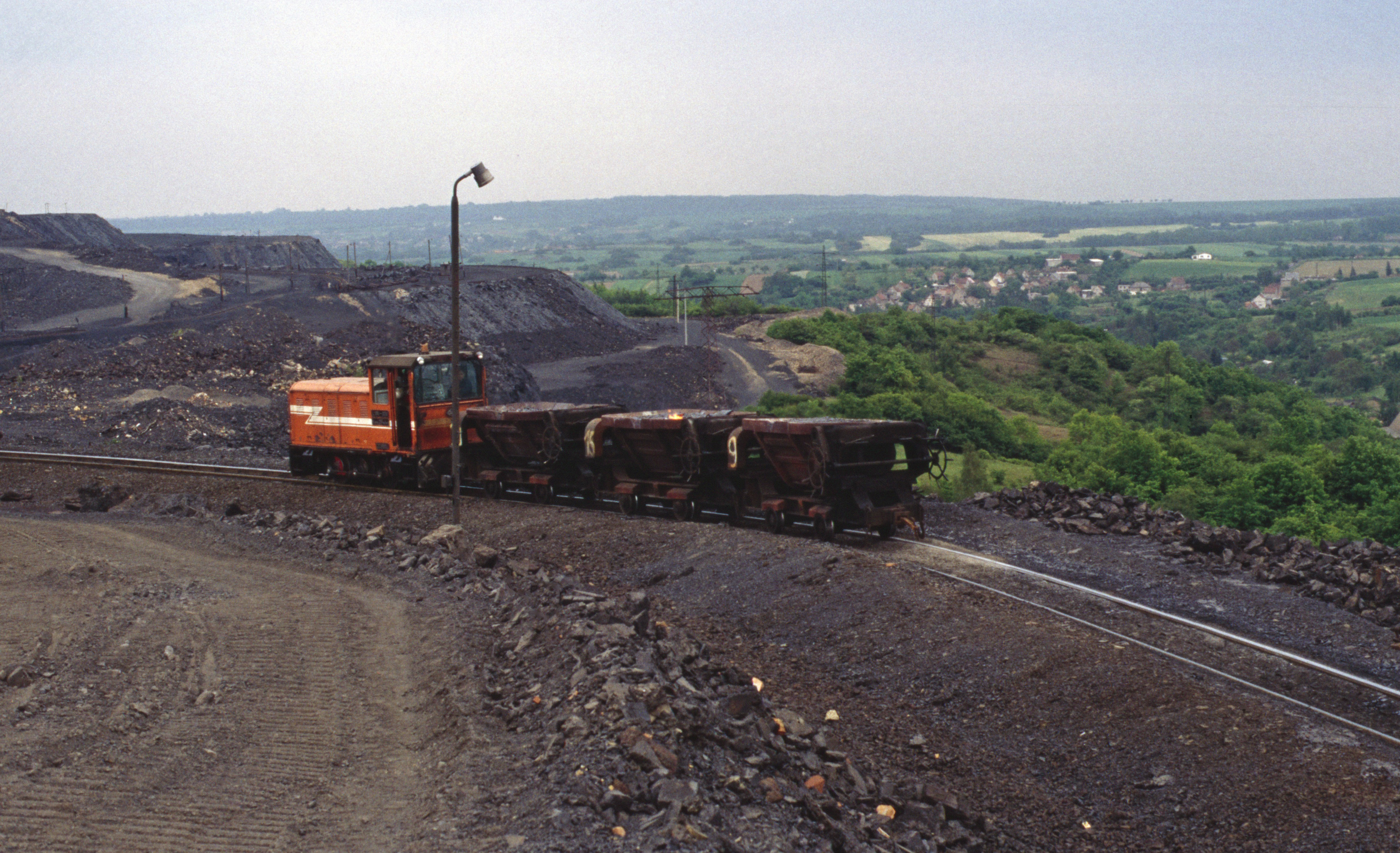
L18H auf der Schlackenbahn der August-Bebel-Hütte
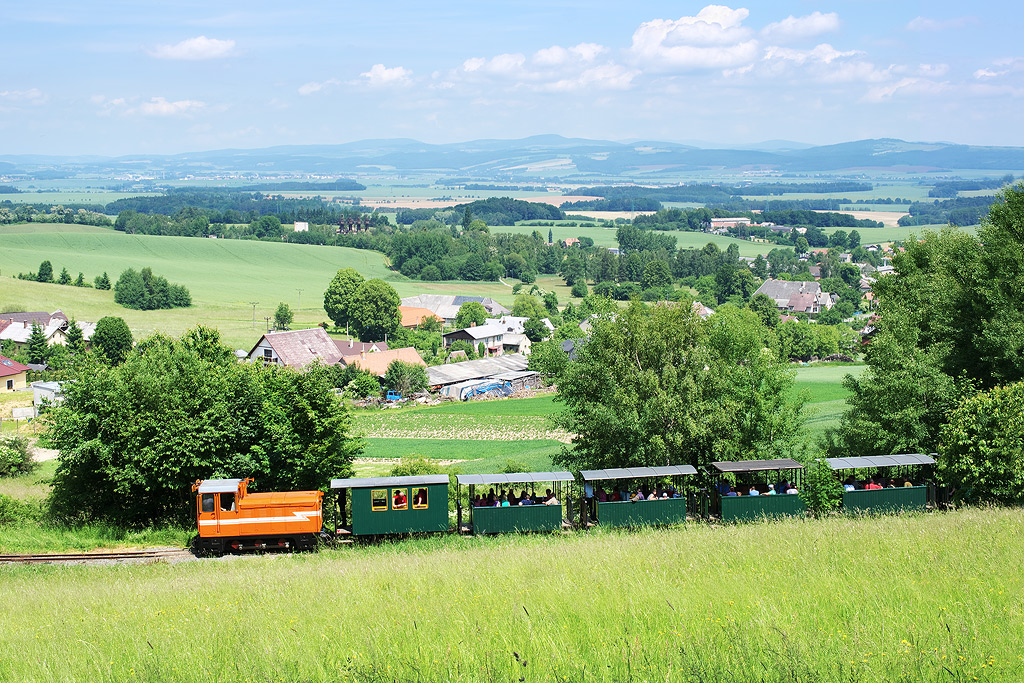
L18H auf der Museums-Industriebahn Veksl – Mladějov na Moravě